# GR5 – Адрар
GR5 – Адрар – газопровід у центральній частині алжирської Сахари.
В другій половині 2010-х через район на схід від оази Адрар пройшов потужний трубопровід GR5, призначений для видачі продукції ряду газових проектів. При цьому в 2020-му спорудили відгалуження довжиною 110 км та діаметром 700 мм, що прямує в район Адрару, де може передавати блакитне паливо до системи Сбаа – Адрар – Регган, яку створили раніше на основі ресурсу місцевого родовища Сбаа.